# 授業到天明Chu!
《授業到天明Chu!》是日本漫画作品，作者為太田顯喜，由負責作畫。在《月刊Comic Alive》（Media Factory）從2008年8月号连载到2016年1月號，單行本全4冊由Media Factory發售，正體中文版由尖端出版代理發售。2011年11月決定动画化，2012年6月27日發售OVA。

## 故事簡介
男主角加賀見優希作为凤梨学院高等部特招生入学，但因为名字太像女生而被大意的老师柿乃坂綾奈编入女生宿舍。他与校方协商，但被告知如果身份被知道就会被退学。于是他进入了充满女装的波乱校园生活。

## 登场人物
加贺见优希（聲：下田麻美）
本作的男主角。15岁凤梨学院的1年級学生，身高162cm。以資優生的身份入學，但被绫奈誤認為是女生而住進女生宿舍，結果被院長告知如果身份暴露就会被退学。因此和监视他的綾奈住在一起，无奈只能穿着女装。性格温厚、软弱。总是受到綾奈和理沙大胆行为的影响。在第9話中院長計劃將他置於学生会的監視以下，加入学生会成為学生会的一员。
柿乃坂绫奈（聲：浅仓杏美）
身高：158cm　三围：B94（J）、W54、H88
18歲凤梨学院的新任教师，擔任教师1年。因为過去在海外留学並且跳級而获得教师资格。因为在新入生宿舍編排工作的失誤而導致优希住進女生宿舍，為了防止优希因身份暴露而被退学，自願和他同处一室並且负责监视优希。常常因為妄想關係而有大膽裸露的行動。
鹰羽理沙（聲：三森铃子）
身高：163cm　三围：B84（F）、W58、H84
15岁凤梨学院的1年級学生，优希的同学。她是女同性恋，对男性无任何兴趣但对穿女装的优希很有兴趣。在第7話中發現优希是男性以後一度不願和他說話，其後才願意協助保守秘密並且開始積極展開大膽裸露的行動。
弁法院派翠希雅
身高：166cm　三围：B98（I）、W58、H90
17岁凤梨学院的3年級学生和学生会长，母亲是美国人。说话时总是混杂着英语。经常考虑优希与綾奈和理沙的关系，对优希有好感。
白河琴美
身高：154cm　三围：B78（A）、W55、H84
17岁凤梨学院的3年級學生和学生会副会长。喜欢使用錄影機秘密攝影和恶作剧，性格难以捉摸，经常和派翠希雅开玩笑，经常挑逗优希。喜欢cosplay的御宅族。
蘇芳雙葉
鳳梨學院的2年級學生，下期學生會長的候補人選。
院長（聲：戶田亞紀子）
凤梨学院的院長。

## 单行本
| 卷數 | Media Factory  | Media Factory                                           | 尖端出版       | 尖端出版               |
| 卷數 | 發售日期       | ISBN                                                    | 發售日期       | EAN                    |
| ---- | -------------- | ------------------------------------------------------- | -------------- | ---------------------- |
| 1    | 2010年2月28日  | ISBN 978-4-8401-3313-5                                  | 2012年5月28日  | EAN 4717702249205      |
| 2    | 2011年11月30日 | ISBN 978-4-8401-4061-4                                  | 2012年10月11日 | EAN 4717702251765      |
| 3    | 2012年6月23日  | ISBN 978-4-8401-4432-2（特裝版） ISBN 978-4-8401-4480-3 | 2013年1月8日   | EAN 4717702253301      |
| 4    | 2016年3月23日  | ISBN 978-4-04-068216-7                                  | 2023年3月28日  | ISBN 978-626-356-332-2 |

## OVA
2012年6月23日发售漫畫第3卷DVD特装版附带OVA，劇情是改編自漫畫第1話到第4話。2012年6月27日发售BD版。BD版收录了動畫特典，OST的CD中会附带。

### 主題歌
「happy☆lucky」
作詞/作曲/編曲：Funta7 / 歌 - 優希（下田麻美）、綾奈（浅倉杏美）、理沙（三森鈴子）

### 制作人员
- 原作：×太田顯喜[5]
- 監督/劇本/分鏡：金澤洪充
- 角色设计/总作画監督：内田孝行
- 作画監督：松本卓也
- 演出：杉生祐一
- 美术監督：三田慎也
- 美术设定：中田英輔
- 色彩設計：齐藤友子
- 摄影監督：江間常高
- 音乐：Funta7
- 音乐制作：Media Factory
- 音响导演：高橋秀雄
- 动画製作：GoHands
- 動畫製作人：岸本鈴吾
- 製作：Media Factory